# 黃腹穴麗魚
黃腹穴麗魚，為輻鰭魚綱鱸形目隆頭魚亞目慈鯛科的其中一種，分布於非洲林波波河淡水、半鹹水流域，體長可達20公分，棲息在中底層水域，生活習性不明。

## 擴展閱讀
維基物種上的相關：黃腹穴麗魚